# 吳耀明
吳耀明，海天堂龜苓膏創辦人和代言人。經常於海天堂之電視廣告中客串登場，更多次以電腦特技將自己的形象套於香港小姐及粵語長片的片段，做出有趣的「同臺演出」效果，其破格的廣告效果亦為很多香港人所熟悉。
他於2010年起開始客串影視作品，包括香港電影《72家租客》，飾演他的本行──龜苓膏店舖老闆，其後更為亞視拍攝處境劇《香港Go Go Go》。

## 演出作品

### 電視劇
- 2010年：香港Go Go Go 飾 涼茶舖老闆 （亞洲電視）

### 電視節目
- 2010年：多多益膳 （亞洲電視）
- 2011年：多多益膳II （亞洲電視）

### 電影
- 2010年2月10日：72家租客 飾 龜苓膏店舖老闆
- 2011年8月11日：勁抽福祿壽 飾 功夫師傅
- 2012年1月20日：2012我愛HK 喜上加囍 飾 龜苓膏店舖老闆

## 個人資產
- 吳耀明個人資產超過五億元：其中包括大埔比華利山獨立屋朗（銀池道），及擁有多個舖位主攻龜苓膏生意，至今在中、港、澳三地，共擁有一百一十九間分店

## 爭議
2013年，網上的一段流傳一段海天堂「龜苓膏冇龜」傳聞和影片。吳耀明4年後接受訪問時稱，相信事件由商業對手策劃，又慶幸捱得過這個風浪，「我就已經刀槍不入！」。
此外，吳耀明一家與親中共政黨民建聯的關係密切，早於2012年立法會選舉，吳氏曾為民建聯主席譚耀宗拉票，2010年海天堂油麻地寶靈街分店開幕，由民建聯鍾港武主禮。吳的長女苑清與次女苑冰分別是惠州新動力副主席及會董，民建聯議員陳克勤是該組織的榮譽主席。

## 外部連結
- 龜販變5億富豪 海天堂鬍鬚佬暴發路（页面存档备份，存于）